# Adnan Menderes
Adnan Menderes (Koçarlı, 1899-1961) fou primer ministre de Turquia de 1950 a 1960.
Criat a Aydın i Esmirna. Va lluitar a la I Guerra Mundial, a la guerra contra Grècia i contra Armènia, i a la revolució nacionalista en general. El 1928 es va casar a Esmirna amb Fatma Berin, d'una família local influent.
El 1930 es va unir al partit Liberal (Serbest Fıkra) d'Ali Fethi Okyar i poc després, al desaparèixer, es va unir al Partit del Poble (després Partit Republicà del Poble, Cumhuriyet Halk Partisi) i des de 1931 fou elegit diverses vegades diputat. Va estudiar dret a Ankara i es va diplomar el 1935.
Fou exclòs del CHP el 1945 i el 7 de juny de 1946, amb altres dissidents, va fundar el Partit Demòcrata (Demokrat Parti-DP) amb Celal Bayar. El 1946 fou elegit diputat per Kütahya i el partit va aconseguir 62 escons; el 14 de maig de 1950 el DP va guanyar les eleccions legislatives i fou nomenat primer ministre.
Va repetir victòria el 1954 i 1957. Des de 1955 va unir al càrrec de primer ministre el de ministre d'Afers Exteriors. Entre 1950 i 1960 va dirigir cinc gabinets. Per al seu programa de modernització va recórrer a la iniciativa privada que no va respondre i llavors es va haver d'endeutar a l'estranger, cosa que va augmentar el deute extern i la inflació.
Va seguir una política favorable als Estats Units (va enviar contingents a Corea el 1952) i a l'OTAN (a la que es va unir el 1952). Va signar acords amb Grècia i Iugoslàvia (1953) i es va unir al Pacte de Bagdad (1954). Va elaborar els acords de Zúric i de Londres sobre Xipre (1959-1960). El 17 de febrer de 1959 va patir un accident d'aviació quan tornava de Londres, però va sobreviure.
Davant la crisi econòmica i política, va haver d'imposar la llei marcial diverses vegades i alguns partits polítics rivals foren prohibits i la premsa emmordassada. El 27 de maig de 1960 l'exèrcit va donar un cop d'estat i va arrestar a Menderes i tots els dirigents del PD. El poder va passar al general Cemal Gürsel. El 17 de setembre de 1961, en una paròdia de judici militar, fou condemnat a mort "per violar la constitució". Fou penjat a l'illa d'İmralı, junt amb dos ministres, Fatin Rüştü Zorlu (Afers Exteriors) i Hasan Polatkan (Finances). El partit Adelet (Partit de la Justícia) va venir a cobrir el buit del PD i es va aliar a Ismet Inönü que dirigia el govern tutelat pels militars, i va acabar al govern amb Süleyman Demirel. Fou "perdonat" el 17 de setembre de 1990.